# Predátor (sci-fi)
Predátor nebo také Yautja je fiktivní mimozemšťan humanoidního typu ztvárněný v několika filmech: Predátor, Predátor 2, Vetřelec vs. Predátor, Vetřelci vs. Predátor 2 , Predátoři, Predátor: Kořist a Predátor: Evoluce. Je také ztvárňován v dalších médiích – v komiksech, knihách a počítačových hrách Aliens versus Predator a Aliens versus Predator 2. V posledních letech se vyskytuje v soubojích proti vetřelcům při spojení Alien versus Predator.
Poprvé byl (po)užit ve sci-fi akčním filmu Predátor z roku 1987 jako velice inteligentní a vyspělá mimozemská bytost, jejíž kultura je založena na lovu. Díky tomu se dostal do souboje s lidskými postavami v tomto filmu.
Predátor je vybaven řadou technicky a mnohdy i technologicky dokonalých zbraní. S oblibou sbírá trofeje v podobě lebek, páteří ať už jde o lidi, o Vetřelce (ve filmu Vetřelec vs. Predátor), nebo další pozemské i mimozemské druhy.

## Koncept a stvoření

### Vzhled
Vzhled predátora je v prvním filmu přisuzován Stanu Winstonovi. Během letu do Japonska, spolu s režisérem Vetřelců Jamesem Cameronem, pracoval Winston na prvním náčrtu predátora. Cameron později pronesl, že Winston během letu pořád maloval a byl stále nespokojený. "Vždycky jsem si přál vidět něco s kusadly". Winston na tuto Cameronovu hlášku reagoval tím, že je monstru přimaloval. Winstonovo studio zpracovalo kompletní vzhled, zvukové efekty a samozřejmě kostým pro Kevina Petera Halla poté, co původní návrhy kostýmu pro Jean-Claude van Damma ztroskotaly. Winston byl doporučen Arnoldem Schwarzeneggerem po dobrých zkušenostech z filmu Terminátor.
Původně byla postava predátora navržena s dlouhým krkem, hybridní psí hlavou a jedním okem. Studio najalo na tvorbu mimozemšťana společnost Boss Film Creature Shop, ale problémy s kostýmy způsobily, že zakázku získala společnost Stana Winstona. Původní kostým byl velmi nepraktický pro použití při natáčení v džungli a tak bylo filmování zastaveno a příležitost k vytvoření mimozemšťana získal Stan Winston. Po 8 měsících byl nový predátor hotov, což v závěru způsobilo pětitýdenní zpoždění dokončení filmu.

### Ztvárnění ve filmu
Predátor měl být původně drobnější  (asi jako mistr Yoda) a především menší postavy, kterou mohl hrát Jean-Claude van Damme a měl lovit v ninja stylu. Při srovnání vůči hercům Schwarzeneggerovi, Venturovi a Weathersovi začalo být tvůrcům filmu zřejmé, že mimozemský lovec musí být fyzicky nad lovenými postavami. To zapříčinilo, že Van Damme byl z filmu odvolán a již v novém kostýmu jej nahradil Kevin Peter Hall, který měřil 220 centimetrů.
Ve filmu Predátor 2 se mělo objevit více predátorů najednou a Danny Glover přišel s nápadem zapojit hráče basketbalového týmu i fotbalového týmu Los Angeles Lakers, protože Kevin Peter Hall byl jejich velikým fanouškem a nemohli narychlo sehnat jiné vysoké herce. Kevin Peter Hall zemřel nedlouho po premiéře filmu Predátor 2.
Pro filmy Vetřelec vs. Predátor a Vetřelci vs. Predátor 2 ztvárnil postavy predátora velšský herec Ian Whyte, který disponoval výškou 215 cm a byl fanouškem obou předchozích filmů.

### Speciální efekty
Krev predátorů je tvořena z náplní do světelkujících trubiček a lubrikantu K-Y Jelly na bázi vody. Tato směs velice rychle schne a tak bylo nutné mezi scénami připravovat další a další dávky. Touto technikou byla vytvořena krev predátorů ve všech filmech.

## Výskyt ve filmech

### Predátor (1987)
První výskyt predátora se uskutečnil v horké džungli fiktivního státu Contamana. Do souboje se zde pouští speciální jednotka vycvičených vojáků US Army proti povstalcům. Zanedlouho po vysazení však vojáci zjišťují, že jejich hlavní nepřítel nejsou povstalci, ale cosi neznámého, pohybujícího se v korunách stromů a velice spojeno s okolní přírodou a zabíjející v okamžiku. Celá jednotka umírá lovcem a to muž za mužem, až major, poslední přeživší Alan "Dutch" Schaefer, kterého ztvárnil Arnold Schwarzenegger dokáže predátora zabít v důmyslně nastražené pasti.

### Predátor 2 (1990)
Zhruba 10 let po událostech v Contamaně se děj přesouvá do Los Angeles, které zmítá válka jamajského a kolumbijského drogového kartelu. Spory však začínají nabírat jiných otáček a gangy se obviňují z vraždění svých lidí. Detektiv Mike Harrigan (Danny Glover) a jeho tým pomalu přichází na kloub záhadným vraždám po kterých zůstávají lidé staženi z kůže a zavěšeni za nohy. Harrigan pronásleduje neznámé monstrum až do jeho lodi, kde jej zabije a setká se s dalšími predátory. Ti jej však nechtějí zabít, protože Harrigan prokáže zabitím jednoho z druhu Yautja, že je stejně dobrý lovec a tak vůdce Predátorů mu daruje zbraň z roku 1715, otočí se a při odchodu popřeje Harriganovi "dobrý lov", po té se loď nastrartuje a chystá se odletět, načež si Harrigan uvědomí že musí prchnout. To se mu i povede. Harriganovi je jasné, že tihle zde nebyli poprvé a rozhodně ne naposled.

### Vetřelec vs. Predátor (2004)
Ze satelitů společnosti Weyland (předchůdce Weyland-Yutani) je zachycena velká pyramida na území Antarktidy. Na její průzkum se vydává Bishop Weyland (Lance Henriksen) se svým týmem, který ale dává vzniknout nové kolonii vetřelců. K pyramidě přichází i 3 predátoři na zkoušku lovců. Později tým lidí odhaluje tajemství, že predátoři létají na Zemi již tisíce let, lidé jim slouží jako bohům a fungují také jako schránky pro vetřelce na kterých predátoři testují své dovednosti. Jediný predátor, který se dostal z pyramidy živý, byl infikován vetřelcem a na konci filmu se v predátoří vesmírné lodi z jeho těla vyklube Predalien.
Ve stejnojmenné hře můžeme také pozorovat sepětí s filmovými vetřelci. Ať už se jedná o společnost Weyland-Yutani nebo typickou výbavou mariňáků u vetřelců, jež je kupříkladu smartgun.

### Vetřelci vs. Predátor 2 (2007)
Posádka vesmírné lodi predátorů je napadena hybridním monstrem, kombinací predátora a vetřelce. Loď havaruje na Zemi a stihne ještě vyslat nouzový signál na svou domovskou planetu. Signál zachytí predátor "Wolf" a vydává se zamaskovat škody. Když přilétá na Zem, jsou již v malém americkém městečku vetřelci a hlavně Predalien. Když konečně dostihne hybrida na střeše nemocnice, zabijí se při finálním souboji navzájem a o důkazy před lidstvem se postará vláda s atomovou bombou.

### Predátoři (2010)
Skupina lidí je vysazena na neznámé planetě. Tato planeta je lovným revírem Predátorů. Lidé si již od počátku uvědomují, že je někdo vybral k tomuto "testu". Všichni jsou to tedy elitní vojáci či vrazi, od na smrt odsouzeného zločince po příslušníka Specnaz.
Poprvé ve filmu se zde objevuje kastovní rozdělení predátorů. Tedy predátoři loví i svůj vlastní druh.
Lidé v podobě štvanců jsou hnáni planetou, coby revírem, a snaží se přežít. To se jim s jednou ztrátou v zájmu strategie i podaří a potkávají dalšího přeživšího, jež je na planetě již několik desítek loveckých sezón a má některé z predátořích technologií. Tento přeživší se ukáže jako mrchožrout a naše hrdiny se pokusí udusit kouřem. Samozřejmě, že si to lidé nedají líbit a nakonec z této pasti uniknou. S následným plánem, jak se dostat z planety se vydávají dále. To už všechno jde ráz na ráz a z přeživších se stávají chladnoucí mrtvoly, coby trofeje. Vše je zakončeno osvobozením predátora z nižší kasty.
S jeho pomocí se poslední přeživší zachrání, jen, aby viděli zahájení další sezóny v podobě množství další vysazené kořisti plachtící na padácích k zemi.

## Charakteristika
Predátor je velice silný a vyspělý humanoid. Je asi 2 metry vysoký (liší se dle druhu) a jeho krev zeleně světélkuje. Ačkoliv jde o humanoida, je podstatně silnější a odolnější než člověk a je schopen např. odolat podstatně vyšší radiaci, která by člověka zabila. Predátoři se dožívají více než 100 let. Ačkoliv snáší velmi nízké teploty lépe nežli lidé a nepotřebují speciální oblečení, preferují teplo a horké podnebí. Jejich vidění operuje především v infračervených částech elektromagnetického spektra. Atmosféra na jejich planetě není známá, ale mohou pomocí své biomasky dýchat vzduch na Zemi.
Predátoři se rozdělují na čtyři základní podskupiny dle pancéřování a tzv. zbraňových setů
1. Predator
2. Assault Predator
3. Heavy Predator
4. Light Predator

### Kultura a historie
Celá jeho kultura je založena na lovu a získávání trofejí a jeho schopnosti jsou přirozeně agresivní. Usiluje o trofeje ze svých obětí, lépe řečeno o lebky a páteře. Jeho technologie ho vybavila pozoruhodnými zbraněmi i nástroji. Lov je pro predátory otázkou cti, kterou mohou získat při velkých úlovcích nebo také ztratit při své porážce, kdy se radši sami zabijí a pokud ne, jsou nuceni odejít do vyhnanství. Ze zásady cti tak neloví nebo nezabíjí tvory, kteří pro ně nejsou jako protivníci hodnotní, jako např. těhotné ženy, děti, nemocní nebo jiní neozbrojení lidé.
Je zřejmé, že predátoři mají mnohamilionovou historii, což dokazuje například záběr na jejich trofeje ve filmu Predátor 2, kde je k vidění lebka vetřelce, ale také Triceratopse (který na Zemi vymřel před 65 miliony lety) nebo člena rasy, jejíž loď havarovala na LV-426, kde jí objevila lidská posádka lodi Nostromo ve filmu Vetřelec. Jejich technologie se již celá staletí nadále nevyvíjí.
Film "Predátoři (Predators)" navíc poprvé dělí rasu predátorů na jakési dvě kasty, jež se navzájem nemají moc v lásce. Navíc je zde vysvětleno, že lovecké planety predátorů slouží k dalšímu vývoji celé rasy na neporazitelné zabijáky.

### Jazyk

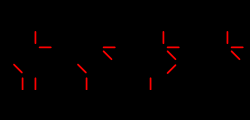
Odpočet do výbuchu bomby

Jazyk predátorů je v knihách a filmech vyjádřen symboly, které se objevují hlavně na jejich výzbroji a technice v lodích, nebo je přímo někde vyznačí. Tyto znaky zatím nebyly v žádném z filmů rozluštěny a protože se zpravidla objevovaly coby odpočet do výbuchu bomby, mohla hlavní lidská postava vždy pouze dedukovat, že jde o obdobu číslic.

### Zbraně

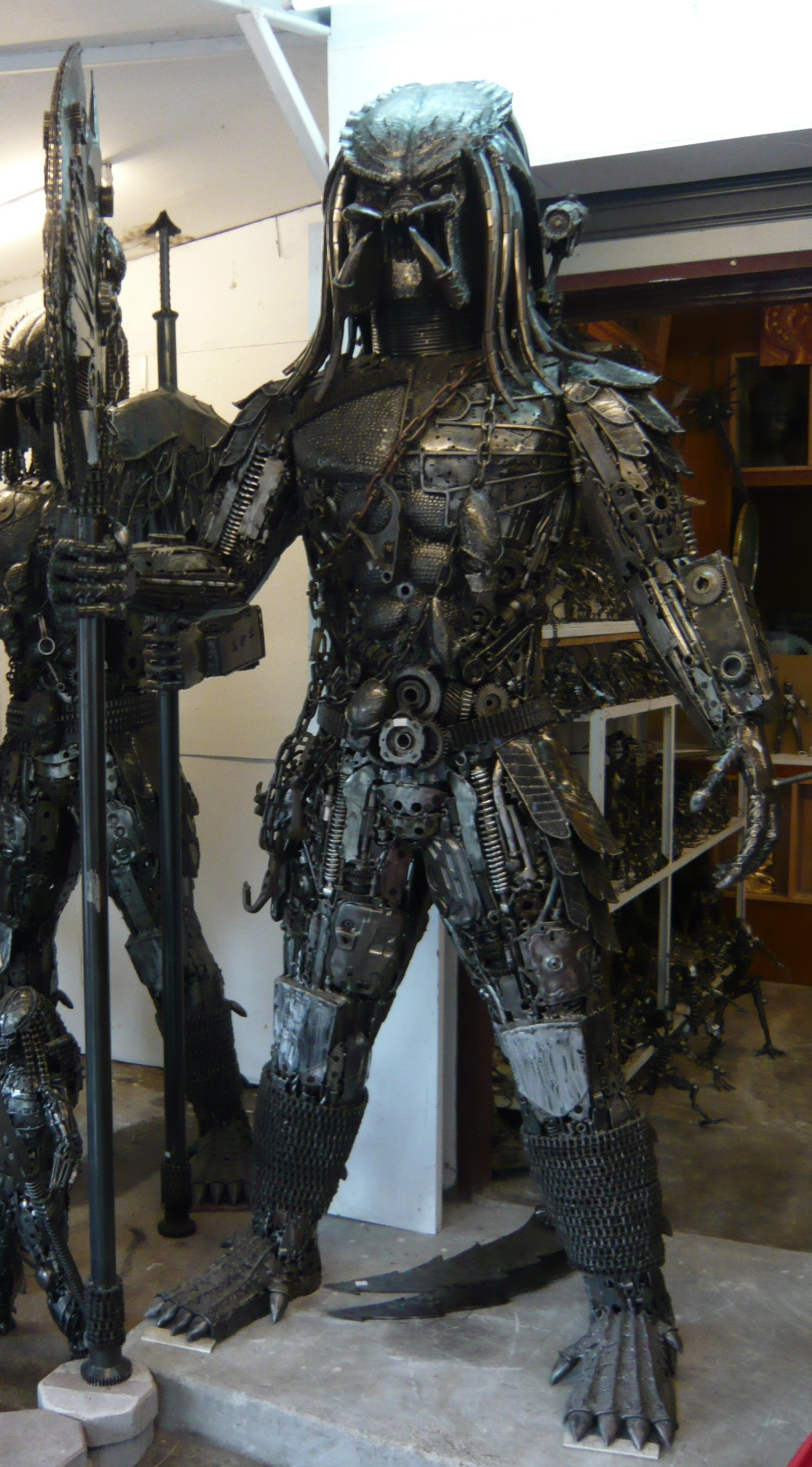
Socha Predátora

Predátor si může vybírat ze zbraní, které se liší jak svou silou tak i dostřelem:
1. Zápěstní čepele (wristblades): je zbraň hodící se pro boj z blízka. Není ovšem tak smrtící jako bodací kombohůl, ale i tak ve spojení s ohromnou silou Predátora roztrhají většinu Vetřelců jedním i většinu lidí jedním až dvěma údery.
2. Bodací Kombohůl (combistick): je nejúčinnější zbraň pro boj z blízka. Kombohůl je smrtelná jednou ranou jak pro lidi, tak pro Vetřelce. Dokáže zasahovat na větší vzdálenost než zápěstní čepele a díky tomu nedochází při souboji s vetřelcem k postříkání kyselinovou krví, proti které je hůl odolná. Predátor může hůl po nepříteli také hodit a to i na větší vzdálenost.
3. Plazmová pistole (plasma pistol): je predátorovou věrnou zbraní na střední vzdálenost, jelikož dává dohromady sílu a přesnost. Vystřeluje plazmové výboje, které zničí v menším okruhu vše živé, včetně Predátora, pokud stojí moc blízko.
4. Harpuna (speargun): je Predátorovou odstřelovací zbraní na jakoukoliv vzdálenost. Její dalekohled se vyznačuje třemi úrovněmi zvětšení, takže s velkou přesností může zasáhnout i vzdálené cíle. Tato zbraň velice rychle střílí a dají se s ní i ulovit trofeje.
5. Plazmové dělo (Plasma cannon): působí na jakoukoliv vzdálenost a působí velké škody, ale i Predátorovi samotnému, pokud stojí příliš blízko. Predátor si navíc může s pomocí správného vizuálního módu helmy zaměřit oběť, aby měl větší šanci cíl trefit. Sílu střely může predátor regulovat delším stisknutuím "spouště" na svém ovládacím zařízení.
6. Síťomet (Net gun):je Predátorovou zlehčující zbraní při zabíjení. Vystřelí síť, která uvězní její oběť na krátkou dobu. Není vhodná na velké vzdálenosti. Po zachycení oběti se síť začne stahovat.
7. Lehký Disk (Smart Disc) : je výborná zbraň na velké vzdálenosti. Predátor ji může hodit a přivolat zpět.
8. Šuriken (Shuriken): je to skoro stejná zbraň, jako Smartdisc, až na to, že je mnohem účinnější než jeho disk. Predátor ho odhodí a šuriken si během letu vypočítá dráhu letu a rychlost atd...Když detekuje zpomalení, tak se začne k predátorovi vracet.
9. Nástěnné miny může predátor zachytit na zdi a podle potřeby pak odpálit
10. Sebedestrukce (Selfdestruction): Blíží-li se predátorův konec, kterému není vyhnutí, může aktivovat miniaturní atomovou bombu na svém zápěstí, která zničí vše živé v dosahu. Tuto bombu může také z ruky odepnout a použít pro zasazení finálního úderu svým nepřátelům.

### Další výstroj a její funkce
1. Maska – je vybavena mnoha vizuálními módy:
  1. termovize – sleduje a zvýrazňuje lidi či jiné formy života vydávající teplo.
  2. elektrovize – sleduje a zvýrazňuje vetřelce
  3. predtech vizion – sleduje a zvýrazňuje predátory a věci(zbraně, bedny...)
  4. rentgenové vidění - (AvP 1)
    1. Navíc predátor může za pomocí masky přibližovat vzdálené objekty či analyzovat prostředí v podobě hledání stop či vyhledávání určitých předmětů. Maska samozřejmě slouží i k obraně.
2. Cloaking Device – způsobuje Predátorovu neviditelnost. To mu ovšem ubírá energii, které má jen omezené množství. Tato technika pracuje s lomem světla, proto voda dokáže toto maskování deaktivovat či jej znemožnit. Je však třeba většího množství či přímo tekutého skupenství. Sníh kupříkladu maskování nedeaktivoval. Jejich maskování však můžeme zahlédnout i u jejich vesmírných plavidel.
3. Medi Comp – tímto zařízením se může kdykoliv a kdekoliv (pokud má dost energie) léčit. Ale opět stejně jako u Energy shift nemůže při tom zůstat neviditelný.
4. Energy Shift – Díky tomuto přístroji si dobíjí ztracenou energii pro své vybavení (Cloaking Device, Medi Comp a různé zbraně). Má to ovšem jednu nevýhodu. Když si energii dobíjí, nemůže zůstat neviditelný.

Energii může také dobíjet z vysokonapěťových zdrojů pomocí zařízení na jeho zápěstí.
Konkrétně medicomp, kterým predátor léčí svá zranění byl zatím vyobrazen v různých podobách. Např. ve hře Aliens versus Predator 2 šlo pouze o injekce, kdežto ve filmu Predátor 2 byl vidět postup přípravy zvláštní modré hmoty, kterou predátor následně přiložil na otevřené rány. Je jisté, že léčení je vždy pro predátora bolestivé. Lze tak usuzovat z řevu, který vydává bez ohledu na metodu použití medicompu.
Stavba jejich výstroje je z materiálu, jež je tvrdší než nejtvrdší lidské materiály i díky tomu, že prvky pro tvorbu tohoto vybavení se na Zemi nevyskytují. Jen tyč je však odolná vůči krvi Vetřelců.

## Predátor lovící vetřelce
Více v samostatném článku: Alien versus Predator
Myšlenka o spojení dvou fiktivních mimozemských tvorů se poprvé objevila ve filmu Predátor 2, kde je záběr na vitrínu trofejí predátorů, která čítá mimo jiné i lebku vetřelce. Krom tohoto se objevilo již mnoho komiksů, knih, her a dvojice filmů o souboji vetřelců a predátorů.
Při setkání těchto dvou monster došlo samozřejmě i k útoku vetřelců na predátory a vznikl tak hybrid vetřelce a predátora - Predalien.